# Warschau ’44
Warschau ’44 ist ein polnischer Spielfilm aus dem Jahr 2014. Der Kriegsfilm thematisiert den Warschauer Aufstand im Jahr 1944 während der Deutschen Besetzung Polens.
Der Warschauer Aufstand begann am 1. August 1944, dauerte 63 Tage und forderte 200.000 Opfer unter den 900.000 Einwohnern Warschaus. Von den überlebenden 700.000 Menschen blieben lediglich 1000 Menschen in der zerstörten Stadt zurück. Heute leben in Warschau über zwei Millionen Einwohner.

## Handlung
Im Sommer 1944 rückt die Rote Armee von Osten in Richtung Warschau vor. Die polnische Untergrundarmee nimmt dies zum Anlass, sich gegen die deutschen Besatzer aufzulehnen. Der Untergrundkämpfer Stefan zieht mit in den bewaffneten Aufstand. Er liebt die Krankenschwester Ala, fühlt sich aber auch zur Untergrundkämpferin Kama hingezogen. Als der Aufstand blutig niedergeschlagen und die Stadt völlig zerstört wird, kommen beide Frauen ums Leben. Stefan kann sich auf eine Flussinsel in der Weichsel retten, an der er einst Ala das Schwimmen beigebracht hat. Auf dieser sieht er scheinbar auch Ala, in der letzten Einstellung des Films sitzt er jedoch allein auf der Insel.

## Hintergrund
Der Film entstand unter der Schirmherrschaft von Bronisław Komorowski, dem Präsidenten der Republik Polen.
Die Finanzierung des Films wurde u. a. aus öffentlichen Mitteln gefördert, darunter durch die Stadt Warschau, das Polnische Filminstitut, den polnischen Fernsehsender TVP, aus Rundfunkgebühren von Orange, das nationale Kulturzentrum, den MFF Masowischen Filmfonds, das Museum des Warschauer Aufstandes sowie die Stadt Łódź.
Der Film kam zum 70-jährigen Jubiläum des Warschauer Aufstandes in die polnischen Kinos. Bei der Erstausstrahlung im deutschen Fernsehen erreichte der Film 1,06 Millionen Zuschauer.

## Rezeption

### Kritiken
Joachim Huber schrieb im Tagesspiegel, der „im Blockbustermaßstab aufgezogene Film“ biete eine „quälend realistische Darstellung“ und „das ganze, große Panorama einer Schlacht, in dem die Jugendlichen stellvertretend für die Einwohner der Stadt kämpfen und sterben“.
Jörg Taszman von Deutschlandfunk Kultur urteilte, der Film sei „eine gut gespielte und stark inszenierte Trauerarbeit“ mit Bildern, die „so brutal, so realistisch“ seien, dass „man sie kaum ertragen“ könne. Vor allem das Leid der Zivilbevölkerung stehe dabei im Vordergrund.
Kino.de lobte Warschau ’44 als „dramatisches Schlachtengemälde mit üppiger Ausstattung, guten Darstellern und Anspruch auf historische Genauigkeit“.

### Auszeichnungen
Warschau ’44 wurde bei den Polnischen Filmpreisen 2015 in vier Kategorien ausgezeichnet (u. a. Bestes Szenenbild und Zofia Wichłacz als Entdeckung des Jahres). Zudem erhielt der Film Ehrungen beim chinesischen Golden Rooster and Hundred Flower Film Festival.